# Lola et le Piano à bruits
 (février 2025).
Si vous disposez d'ouvrages ou d'articles de référence ou si vous connaissez des sites web de qualité traitant du thème abordé ici, merci de compléter l'article en donnant les références utiles à sa vérifiabilité et en les liant à la section « Notes et références ».
Pour plus de détails, voir Fiche technique et Distribution.
Lola et le Piano à bruits est un court métrage d'animation franco-suisse-polonais réalisé par Augusto Zanovello et sorti en 2024.

## Synopsis
Lola fait de la musique. Son petit frère est autiste.

## Fiche technique
- Titre original : Lola et le Piano à bruits
- Réalisation : Augusto Zanovello
- Scénario : Augusto Zanovello et Jean-Charles Finck
- Musique : Christian Perret
- Création graphique : Mizuho Sato et Jérémie Almanza
- Animation : Héloïse Pétel, Luis Ignacio de Marco Laporte, Carla Pereira, Sergio Lara Jimenez, Emmanuel Briand, Sylvain Desrones, Patricia Sourdes, Lorelei Paliès et Chaïtane Conversat
- Décors : Vincent Dupuy, Didier Raymond, Tiphaine Haouy, Simon Jacquard et Oana Lacroix
- Montage : Antoine Rodet
- Son : Mathieu Perrier
- Production : Emmanuel Baron, Reginald de Guillebon, Kasia Gromadzka et Nicolas Burdet
- Société de production : Folimage, Momakin et Nadasdy Film
- Société de distribution : Folimage ; Gebeka Films (programme Géniales !) ; Prime Entertainment Group(international)
- Pays de production :  France,  Pologne et  Suisse
- Langue originale : français
- Durée : 26 minutes
- Dates de sortie :
  - France : 10 juin 2024 (Festival d'Annecy) ; 12 février 2025 (sortie nationale au sein du programme Géniales !)

## Distribution des voix
- Zélie Chalvignac
- Sacha Théotiste
- Marie Schoenbock
- Raphaël Scheer
- Jennifer Tournaire

## Distinctions
- Festival international du film d'animation d'Annecy 2024 : Prix du jury pour un spécial TV